# 布加拉
布加拉，是西班牙巴伦西亚自治区巴伦西亚省的一个市镇。总面积40平方公里，总人口817人（2001年），人口密度20人/平方公里。